# Cloves
Cloves (n.Kaity Dunstan; Melbourne, 1996) es una cantautora australiana. En 2015, lanzó su primer EP con cuatro canciones, titulado XIII, el cual incluye la canción "Don't Forget About Me" de la banda sonora de la película Me before you (2016).

## Discografía

### Álbumes de estudio
- 2015: XIII

### Sencillos
- Don't Forget About Me[5][6]
- California Numb (2017)